# 鎗田順吉
鎗田 順吉（やりた じゅんきち、1935年5月3日 - 1982年10月5日）は、日本の男性俳優、声優。江崎プロダクション所属。東京都出身。本籍地は千葉県。

## 概要
成城大学卒業。俳優座養成所9期生。1960年東京演劇アンサンブル（当時・三期会）入団。1964年の舞台『男は男だ』の主演で、文部省芸術祭奨励賞を受賞。
独特のやや高めの濁声で、多くの粗暴・巨漢タイプの悪役を演じるも、どこか憎めない役どころが多かった。槍田順吉と表記されている場合もあるが正しくは金偏の”鎗”である。
1967年にフジテレビで放映した『怪獣王子』で橋場一曹役でレギュラー出演。伊吹タケル少年を思いやる人情味のある役を好演した。
1982年10月5日、心不全のため千葉県市原市鶴舞の千葉県立鶴舞病院（現・千葉県循環器病センター）で死去した。47歳没。

## 出演作品

### テレビドラマ
- 忍者部隊月光（1965年、フジテレビ / 国際放映）
  - 第72話・第73話「マカオ・ルート作戦 - 前・後篇 - 」 - 柳黄全
  - 第76話・第77話「ブルー・サファイア作戦 - 前・後篇 - 」 - アブダーラ
- マグマ大使（1966年、フジテレビ / ピープロダクション）
  - 第17話「ガレオン地球を攻撃せよ」
  - 第18話「生き人形の怪」- 医師
- 怪獣王子（1967年、フジテレビ / 日本特撮映画） - 橋場一曹 ※レギュラー出演
- フラワーアクション009ノ1 第12話「バカンスは危険がいっぱい」（1969年、フジテレビ / 東映）
- 遠山の金さん捕物帳 第114話「笑って死んだ女」（1972年、NET / 東映） - 天満屋徳右衛門
- 荒野の素浪人 第45話「死闘 傷だらけの駒木峠」（1972年、NET / 三船プロ）
- 木枯し紋次郎
  - 第1部 第13話「見かえり峠の落日」（1972年、フジテレビ / C.A.L） - 新六
  - 第2部 第10話「飛んで火に入る相州路」（1973年、フジテレビ / C.A.L） - 大関の友治郎※「やりた順吉」名義
- 銭形平次 第409話「江戸と田舎の若旦那」（1974年、フジテレビ / 東映） - 岩太
- 勝海舟（1974年、NHK） - 浪人
- 吉宗評判記 暴れん坊将軍 第35話「爆薬を抱いた花嫁」（1978年、テレビ朝日 / 東映） - 熊之丞

### 舞台
- 男は男だ（1964年） - ゲイリー・ケイ[5]※ 主演

### テレビアニメ
- W3（1965年） - M指令官
- 忍風カムイ外伝（1969年） - 領主（22・23話）
- ルパン三世 (TV第1シリーズ)（1972年）
- 大草原の小さな家（1975年） - オニール
- ブロッカー軍団IVマシーンブラスター（1976年） - ゴロスキー
- 科学忍者隊ガッチャマンII（1978年） - 中西松造
- ルパン三世 (TV第2シリーズ)（1978年 - 1980年）
- 科学忍者隊ガッチャマンF（1979年） - 国王
- ベルサイユのばら（1979年 - 1980年） - ローアン大司教[要出典]
- 鉄腕アトム (アニメ第2作)（1980年） - チュート・ハンパー、大福
- 釣りキチ三平（1980年） - 網元
- 太陽の子エステバン（1982年） - ペレス

### 劇場アニメ
- ルパン三世 カリオストロの城（1979年） - インターポール・ソ連代表[要出典]

### 吹き替え

#### 映画
- 大いなる眠り（ラッシュ・カニーノ〈リチャード・ブーン〉）※TBS版[7]
- ミッドナイト・エクスプレス

#### ドラマ
- 刑事コロンボ 野望の果て（ハリー・ストーン）

#### 人形劇
- 海底大戦争 スティングレイ ウラナリ大王の挑戦（ロリフ）
- ジョー90 ジャングル死の脱出

### その他のコンテンツ
- 東京ディズニーランド
  - 白雪姫と七人のこびと（ゾンビワニ）

## 受賞歴
- 1964年：文部省芸術祭奨励賞（『男は男だ』主演）